# Petrus Svenonis Kihlman
Petrus Svenonis Kihlman, född 1629 i Gammalkils församling, Östergötland, död 11 mars 1696 i Gammalkils församling, Östergötlands län, var en svensk präst i Gammalkils församling.

## Biografi
Petrus Svenonis Kihlman föddes 1629 i Gammalkils  församling. Han var son till kyrkoherden Sveno Magni Tollstadius (1594-1669) och Kerstin Pedersdotter (död 1670). Kihlman blev 1649 student vid Kungliga Akademien, Åbo och 1652 student vid Uppsala universitet, Uppsala. Han prästvigdes 26 september 1658 och blev 1660 komminister i Skänninge församling. Kihlman blev 1670 kyrkoherde i Gammalkils församling, Gammalkils pastorat. Han avled 1696 i Gammalkils församling.

### Familj
Kihlman gifte sig 27 oktober 1661 med Elin Persdotter (1631-1698) från Jönköping. De fick tillsammans barnen Karin Kihlman (döpt 1662) som var gift 1702 med bonden Lars Persson i Fettjestad, Gammalkils socken, komministern Petrus Kihlman (1663–1728) Skällviks församling, Maria Kihlman (1664–1746) som var gift med bonden Måns Andersson i Fettjestad, Gammalkils socken, Elin Kihlman (döpt 1666), Margareta Kihlman (1668–1741) som var gift med kvartermästaren och rusthållaren Daniel Kylander och Kerstin Kihlman (1670–1744).